# أماندين غاي
أماندين غاي (بالفرنسية: Amandine Gay) هي مخرجة وممثلة فرنسية، ولدت في 16 أكتوبر 1984 في فرنسا.

## وصلات خارجية
- أماندين غاي على موقع IMDb (الإنجليزية)
- أماندين غاي على موقع ألو سيني (الفرنسية)